# Wolfgang Vater (Politiker)
Wolfgang Vater  (* 27. April 1942 in Berlin; † 9. Mai 2021) war von 2001 bis 2018 Stadtverordnetenvorsteher der Stadt Hofheim am Taunus. Zusätzlich führte er eine Anwaltskanzlei.

## Werdegang
Vater kam am 27. April 1942 als erster von zwei Söhnen eines Rechtsanwalts und einer Gerichtsdolmetscherin in Berlin zur Welt. Nachdem sein Vater, noch spät an die Front befördert, 1945 gefallen war, wurde Vater im Kinderheim Schnell in Hofheim am Taunus, wo dessen Mutter ursprünglich herstammt, untergebracht. Später kam er zu seinem Großvater nach Schwanheim.
Die Volksschule und die Mittelschule besuchte Vater in Frankfurt. Im weiteren Verlauf seines Lebens besuchte Vater ein Pensionat in Ellwangen an der Jagst, das Karls-Gymnasium Stuttgart, verbrachte zwei Jahre im Jesuiten Internat in Feldkirch und machte schließlich Abitur am Ulrich-von-Hutten-Gymnasium in Korntal bei Stuttgart. Nach dem Jurastudium in Tübingen und Frankfurt zog Vater 1971 zusammen mit seiner Frau Christel zurück nach Hofheim.
1972 trat Vater der CDU Hofheim bei. 1973 stieg Vater zum Schatzmeister im CDU-Kreisverband auf. 1977 wurde er Parteichef der CDU in Hofheim. Seit 1981 ist er Mitglied des Hofheimer Stadtparlaments und übernahm gleich von Alfons Sahl das Amt des CDU-Fraktionschefs. Bis 2018 blieb er Mitglied des Stadtparlaments. 2001 wählte ihn das Parlament zum Stadtverordnetenvorsteher; dieses Amt hatte er bis 2018 inne.

## Kanzlei
1978 gründete Vater eine Kanzlei mit Notariat in Hofheim.

## Privat
Vater war verheiratet und hatte zwei Kinder. Er lebte in Hofheim.

## Auszeichnungen
- 1993: Ehrenbrief des Landes Hessen
- 2005: Bundesverdienstkreuz am Bande
- 2010: Melvin Jones Fellow des LIONS International[2]